# Мидна
Ми́дна (англ. Midna,  (яп.  ミドナ, Мидона)) — персонаж серии игр The Legend of Zelda компании Nintendo, один из главных героев игры The Legend of Zelda: Twilight Princess, выпущенной в 2006 году для игровой консоли GameCube и переизданной в 2016 году для Wii U.
Получив положительную оценку критиков, Мидна в последующем появлялась в эпизодической роли в играх Super Smash Bros. Brawl и Super Smash Bros. для Nintendo 3DS и Wii U, а в игре Hyrule Warriors она является игровым персонажем.

## Описание
Мидна является представителем вымышленной расы Твиле (англ. Twile), обитающей в параллельной вселенной, известной как «Сумеречное королевство» (англ. Twilight Realm). Большую часть игры Twilight Princess Мидна представлена как бесоподобное существо маленького роста, однако её настоящая форма — гуманоидная.
В своей истинной форме Мидна — женщина с рыжими волосами и красными глазами.
Как бес Мидна представляется в форме небольшого существа с чёрно-белой кожей, на голове которой одета каменная корона.

## Разработка и дизайн
Для игры Twilight Princess образ Мидны был создан дизайнером и художником Юосуке Накано, а сам персонаж озвучен Акико Комото. Режиссёр игры Айжи Аунума описал её термином «цундэрэ», подразумевающим, что Мидна появляется в повествовании как снобисткая и дерзкая, однако в дальнейшем раскрывается как добрый и мягкий персонаж.

## Появления

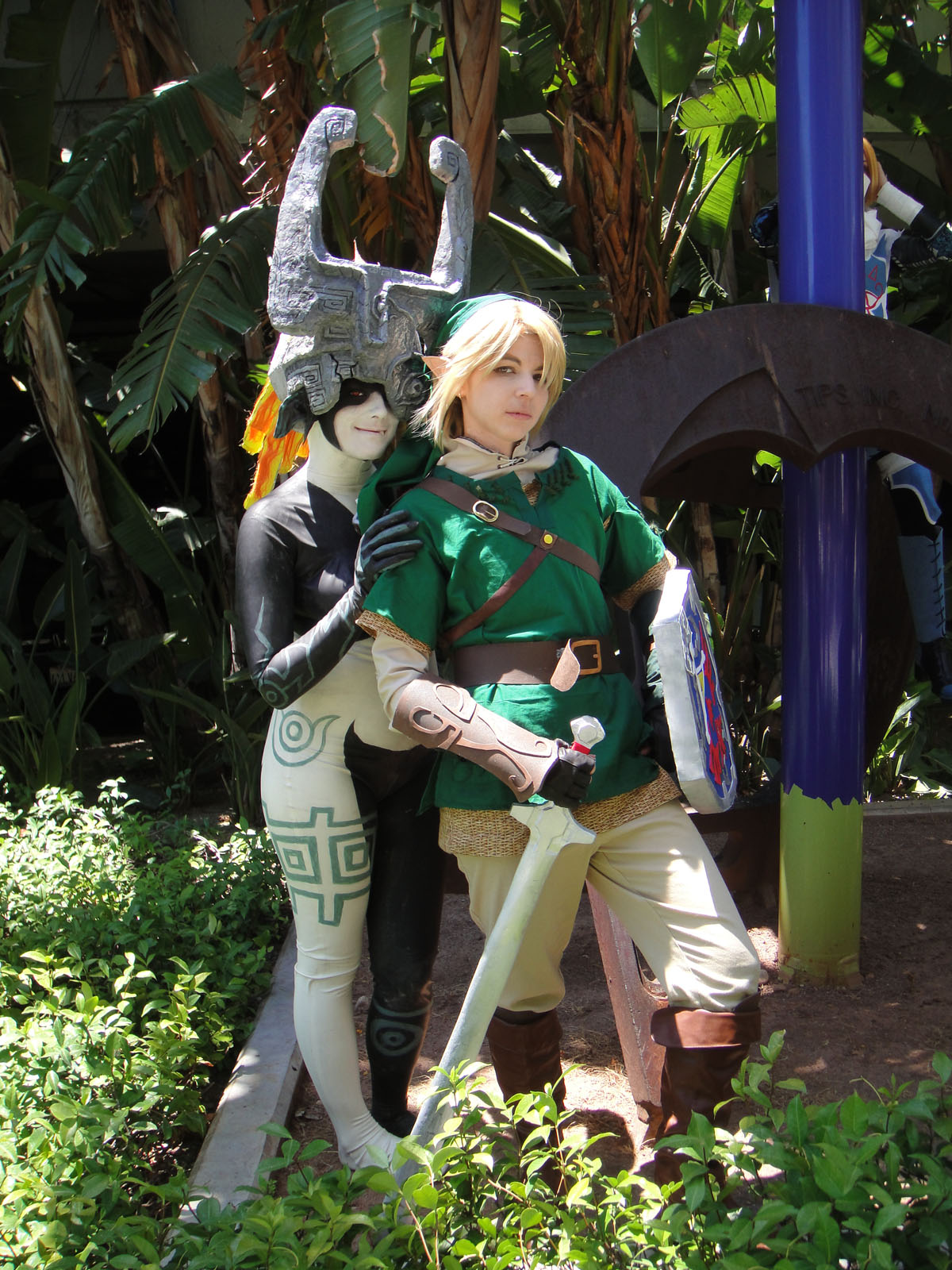
Косплееры в образах Мидны в форме беса (слева) и Линка

Мидна играет одну из главных ролей в сюжете и геймплее Twilight Princess. Сопровождая главного героя — Линка на протяжении практически всей игры, Мидна даёт ему советы и раскрывает детали сюжета.
По сюжету игры антагонист Зант англ. Zant узурпирует трон Сумеречного королевства и превращает его принцессу Мидну в существо, похожее на беса. В этом обличье Мидна спасает Линка, оказавшегося в Сумеречном королевстве и превращённого в волка, после чего присоединяется к его путешествию с целью освободить Хайрул и Сумеречное королевство, а также спасти принцессу Зельду.
В играх Hyrule Warriors и Hyrule Warriors Legends Мидна сначала появляется как один из противников игрока, однако потом переходит на его сторону и становится доступным для управления персонажем.
В играх серии Super Smash Bros. Мидна появляется как неигровой персонаж.

## Восприятие
Мидна получила положительные отзывы критиков и журналистов. Редактор Game Informer отметил, что Мидна — «клёвый» персонаж. Сайт 1UP.com высказал мнение, что Мидна оттеняет лаконичную натуру Линка. Она описывается как колкая и погруженная в свои мысли, «двигающая» сюжет в своих собственных целях.
Издание America's Intelligence Wire описало Мидну как интригующего персонажа, которая должна и дальше присутствовать в играх Nintendo.
Сайт GamesRadar включил Мидну в список 25 лучших персонажей десятилетия. Издание RPGamer посчитало, что Мидна заменила принцессу Зельду в сюжете Twilight Princess.
Мидна заняла пятое место в списке лучших женских персонажей по мнению участников форума Official Nintendo Magazine.
Телеканал G4TV назвал Мидну чудесным дополнением к игровой серии.